# Flora Urugvaja
Flora Urugvaja broji više od 2.500 različitih biljnih vrsta raspoređenih u oko 150 porodica (familia). Oko 80% Urugvaja čine prerije s prevladavajućim niskim travama i grmljem. Iako je prerija u Urugvaju slična argentinskoj travnatoj Pampi, vegetacija se jednim dijelom razlikuje.
U unutrašnjosti su šumska područja rijetka i zauzimaju male površine, dok je na obali Atlantskog oceana prevladavajuća makija sa sredozemnim biljnim vrstama kao što su lovor, maslina i smokva. Te biljne vrste uvelike su koriste u poljoprivrednoj proizvodnji ulja, agruma i začini. Iako je šumskih područja malo, tropske šume su sjenovite i prepune različitih grmova i stabala te prizemnica, koje pritom omogućavaju život mnogim kukcima, vodozemcima i pticama. Eukaliptus je česta biljka u šumama, a prenesena je iz Australije u 19. stoljeću. Mnoge biljne vrste donijeli su i europski iseljenici tijekom 19. i 20. stoljeća, među kojima su najbrojnije vinske sorte koje su omogućile brži i snažniji razvoj vinogradarstva.
Urugvajski nacionalni cvijet je  Erythrina cristagalli, u narodu često od milja zvan i "Ceibo".
Palme rastu na području departmana Rocha i Paysandú.

## Vanjske poveznice
- (šp.) MsC. Mario Piaggio i Ing. Agron. Liliana Delfino, Vegetacija Urugvaja, 1996. - 2005.
- (šp.) Grupo Guayubira en Defensa del Monte Indigena
- (šp.) Mrežno izdanje Urugvajske enciklopedije - zemljopis, flora i fauna Urugvaja
- (šp.) Gonzalo González Beneytez, Flora Urugvaja - Easy Viajar   Arhivirana inačica izvorne stranice od 25. travnja 2016. (Wayback Machine)